# Skaštice
Skaštice är en ort i Tjeckien.   Den ligger i regionen Zlín, i den östra delen av landet, 230 km öster om huvudstaden Prag. Skaštice ligger 192 meter över havet och antalet invånare är 374.
Terrängen runt Skaštice är platt.Runt Skaštice är det ganska tätbefolkat, med 104 invånare per kvadratkilometer. Närmaste större samhälle är Přerov, 13,8 km norr om Skaštice. Trakten runt Skaštice består till största delen av jordbruksmark.